# Šėta
Šėta is een plaats in het Litouwse district Kaunas. De plaats telt 1025 inwoners (2001).